# フレデリック・ザイツ

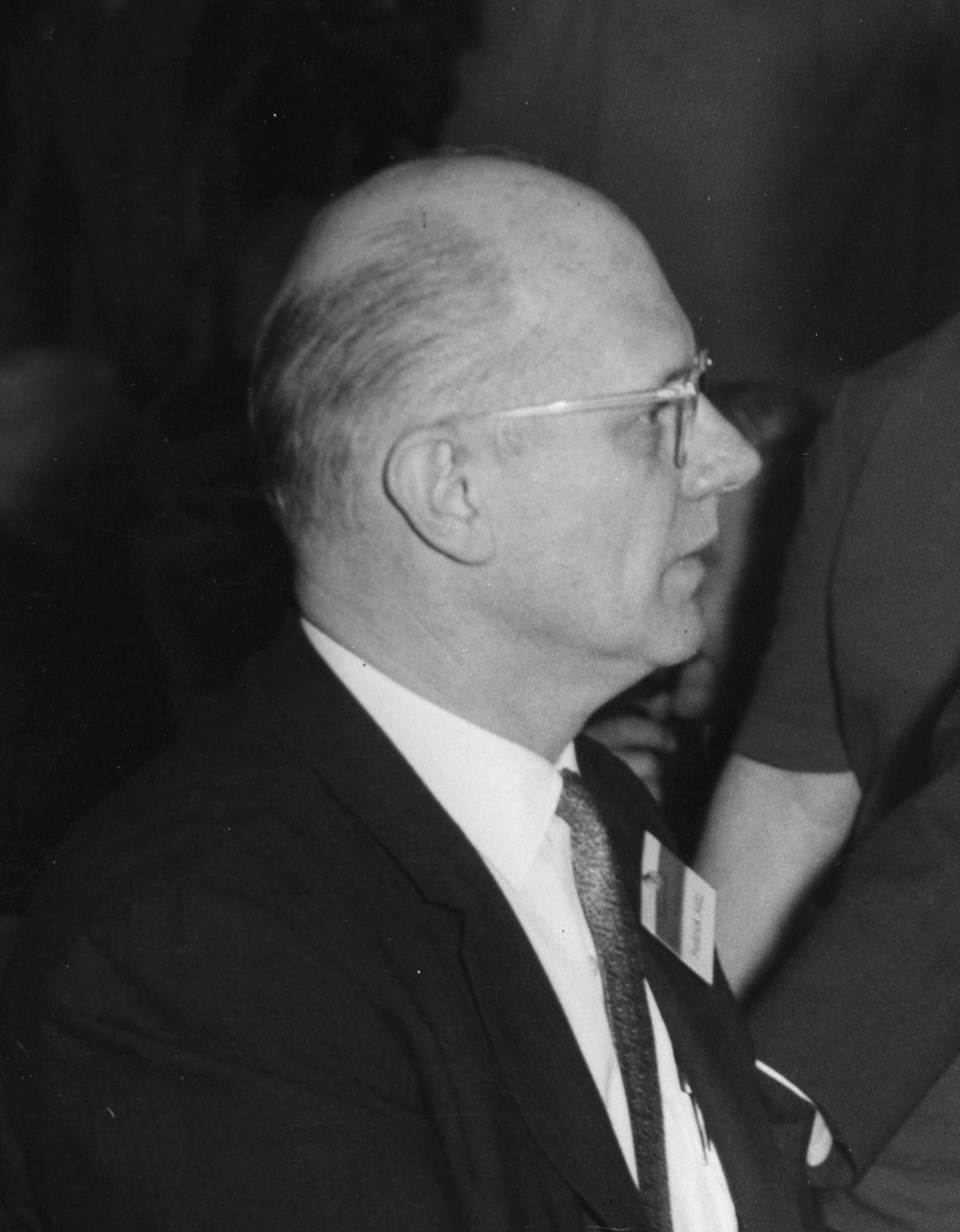
フレデリック・ザイツ(1963)

フレデリック・ザイツ（Frederick Seitz、1911年7月4日 - 2008年3月2日）は、アメリカ合衆国の物理学者であり、固体物理学の先駆者である。ザイツはプリンストン大学のユージン・ウィグナーのもとで学び、1934年に卒業。彼はウィグナーとともにウィグナーザイツ胞の概念を生み出した。

## 経歴
サンフランシスコ生まれ。Lick-Wilmerding High Schoolを最高学年の途中で卒業した。スタンフォード大学に学位をとるため3年間通学し、ウィグナーの指導のもとで研究を行うためにプリンストン大学へ移った。彼とウィグナーは結晶の量子力学において先駆的な成果をあげ、ウィグナーザイツ胞の概念を生み出した。
卒業研究の後、ザイツは固体物理学の研究を続け、1940年にThe Modern Theory of solidsを発行した。
ロックフェラー大学の学長を1968年から1978年まで務め、彼はその間に分子生物学、細胞生物学や神経科学の新しい研究プログラムを立ち上げた。また、全米科学アカデミーの所長を1962年から1969年まで務めている。
アメリカにおいて70年代から、広島原爆、長崎原爆における放射線の線量計算について誤りがあることが指摘された。従前のものは、「イチバン・プロジェクト」と呼ばれる、ネバダ核実験場における実験を基に定めたもので、T65Dと呼ばれた。そこで、1981年アメリカ科学アカデミーは線量再評価委員会を設置し、これの委員長にザイツ氏が就任した。これと共同プロジェクトを行うために、田島英三を委員長とする対応する組織が日本に設置され、両者で共同ワークショップを開催し、1987年『日米原爆線量再評価検討委員会報告書』を発表した。これは新しい線量計算方法DS86を提案するもので、これをうけて放射線影響研究所や原子放射線の影響に関する国連科学委員会が新しい解析結果を発表し、広く政策決定に適用された。
1984年に、マンハッタン計画に参加したen:William Nierenberg、元NASA科学者のen:Robert Jastrowとともにシンクタンクen:George C. Marshall Instituteを設立した。
ザイツは人間が温暖化に影響をもたらすかどうかについて疑問を表明していた。京都議定書に反対する立場から提起されたオレゴン請願書において、これを支持するカバーレターの記述を行っている。
2008年3月2日にニューヨークで死去した。

## 受賞歴
- フランクリン・メダル（1965年）
- アメリカ国家科学賞（1973年）
- ヴァネヴァー・ブッシュ賞（1983年）
- フォン・ヒッペル賞（1993年）